# Louk Verhees Jr.
Louk Verhees Jr. is een Nederlands bridgespeler.
Hij is in 2011 met het Nederlandse bridgeteam wereldkampioen geworden en op het WK 2019 in Wuhan werd hij met TeamNL 2e. In 2022 herhaalde hij deze prestatie door bij het WK in Salsomaggiore 2e te eindigen. In 2022 werd hij op Madeira met het Nederlands team Europees kampioen. Dit was de eerste Europese titel ooit voor Nederland bij het officiële Europese kampioenschap. Zijn vaste bridgepartner is Ricco van Prooijen. Verhees staat in de huidige wereldranking op de 13e plaats. Verhees heeft vele nationale en internationale titels gewonnen, waaronder 8x het Nederlands kampioenschap viertallen (de Meesterklasse).

## Prestaties

#### Eerste plaats
- Europees kampioen Madeira (2022)
- Championscup Boekarest (2019)
- Championscup Eilat (2018)
- WK Bridge Veldhoven (2011)
- EK Bridge 2019-2020[4]

(Niet compleet)

#### Runners-up
- EK Bridge Dublin (2012,2e plaats)
- WK Bridge Wuhan (2019, 2e plaats)[5]
- 2022 WK SalsoMaggiore 2e plaats
- 12e Olympiade (2004, 2e plaats)[6]

(Niet compleet)